# Дмитрівська сільська рада (Нікопольський район)
| Дмитрівська сільська рада — колишній орган місцевого самоврядування у Нікопольському районі Дніпропетровської області з адміністративним центром у с. Дмитрівка. Сільській раді були підпорядковані населені пункти: - с. Дмитрівка - с. Борисівка - с. Привільне |

## Склад ради
Рада складалася з 16 депутатів та голови.

## Керівний склад сільської ради
| ПІБ                           | Основні відомості                                                         | Дата обрання | Дата звільнення |
| ----------------------------- | ------------------------------------------------------------------------- | ------------ | --------------- |
| Довгань Алла Михайлівна       | Сільський голова, 1966 року народження, освіта, член народної партії      | 26.03.2006   | 31.10.2010      |
| Довгань Алла Михайлівна       | Сільський голова, 1966 року народження, освіта вища, член Партії регіонів | 31.10.2010   | 02.06.2013      |
| Полянський Володимир Іванович | Сільський голова, 1966 року народження, освіта вища, член Партії регіонів | 02.06.2013   |                 |

Примітка: таблиця складена за даними джерела